# Trichobilharzia
Trichobilharzia és un gènere de trematodes de la família Schistosomatidae. Són paràsits distribuïts mundialment d'aus anàtides i agents causants de la dermatitis per cercàries humana.

## Taxonomia
- Trichobilharzia ocellata (La Valette, 1855)[3]
- Trichobilharzia regenti Horák, Kolářová & Dvořák, 1998[4]